# アンジェラ・アウ
アンジェラ・アウ（區文詩、Angela Au、広東語 アウ・マンシー Au1 Man4si1、1983年1月25日 -）は、香港の女性歌手、ラジオ番組司会者であり、元クッキーズのメンバーである。
2002年にCookiesのメンバーとなり、その後クッキーズが解散、現在は主にラジオ番組の司会者として活動している。

## 現在放送中のラジオ番組
- Made in Hong Kong 李志剛（RTHK第2チャンネル、2008年-）
- Music Drive (Can-Drive)（Teen Powerからのラジオ番組、2007年-）

## 過去に担当したラジオ番組

### 香港ラジオテレビ Radio 2
- 熱血青年(2003年 - 2004年)
- DJ生還者 八珍偵探社(2003年 - 2004年)
- Teen 空海闊(2004年)
- 軽談浅唱不夜天(2004年 - 2007年)
- 拖男帯女 Love Actually(2005年 - 2007年)
- 一潮天子(2007年　- 2008年)
- 嘻哈天使 Angela(2004年 - 2008年)
- 這個新田地(2004年、ゲスト出演)
- 性在有心 - 愛滋病；前戯；異地情縁(2005年、2006年、ゲスト司会者)
- 狗年勝旧年(2006年、年末年始特別番組)
- 07狂歓新年夜(2007年、年末年始特別番組)

### Teen Power
- Web J Show Up 之 廿載情(2004年)
- Web J Show Up 之 Life style(2004年)
- 暑期習作(2004年)
- 半島氷室 Ⅰ(2004年)
- 千嬌百媚season 1(2004年)
- Teenstage(2004年、Liveshow + ビデオ形式)
- Web J Show Up - Fion Zac 未分男女(2004年、ゲスト司会者)
- 恋愛二人前 - 袋子国民(2004年、ゲスト出演)
- 恋愛二人前 - 偸情(2004年、ゲスト出演)
- 半島氷室 Ⅱ(2005年)
- 千嬌百媚season 2(2005年)
- Y (2005年)
- 性在有心 - 愛滋病；前戯；異地情縁(2005年、2006年、ゲスト司会者)
- Music Drive (Man-Drive) (2005年 - 2006年)
- TP 夏日劇場：周杰倫 没有不能説的秘密(2007年)
- 一潮天子(2007年 - 2008年)

## 過去に出演したラジオ番組

### 香港ラジオテレビ Radio 2
- 倫住黎試(2004年)
- QQ Company(2004年)
- 二台DJ K歌迎聖誕(2006年)
- 2000靚歌再重聚(2006年)
- 二千靚歌友情再重聚(2007年)

### Teen Power
- Web J Show Up 之 Phone人院(2004年)
- 悠然自得 Chapter One 与友共吃(2005年)
- 悠然自得 Chapter Two 同按同浴(2005年)
- 悠然自得 Chapter Nine 談笑風生(2005年)
- Web J Show Up 之 斌仔、Karen、占屎(2005年)
- 盛庄天下(2005年)
- 盛庄天下 Summer Special Ⅱ(2006年)
- Hello Teen Power(2007年)
- 快楽 Pet Pet(2007年)
- Game就兩份(2007年)

### 香港ラジオテレビ Podcast Station
- 香港．300(2006年、第9話ゲスト)

## 楽曲

### 代表曲
- 軽談浅唱不夜天 主題歌(2004年、RTHK 番組主題歌)
- 争櫈仔(2005年)
- Music Drive 主題曲(2005年)
- 伴你高飛(2005年)
- 軽談浅唱不夜天 主題歌(2006年、RTHK 番組主題歌)
- 神所賜的福(2006年)
- 深藏国度(2006年)

## 出演作品

### 舞台
- 我大佬係穌哥 (2005年) - 傳心 役
- 亞伯拉罕的眼涙 (2006年) - 以撒、安祖 役。2007年には再演された。
- 耶穌13門徒 (2007年) - 魔 安娜 役

### 映画
- 辣椒教室 (2000年) - 学生 役
- 老夫子2001 (2001年) - 学生 役
- 陽光警察 (2001年) - 市民 役
- 自従他来了 (2001年) - 学生 役
- 百份百感覚2 (2001年) - 司会者 役
- 無人駕駛 (2001年) - 阿蕉 役
- 九個女仔一隻鬼 (2002年) - 阿賭 役
- 百份百感覚2003 (2003年) - 琪琪 役
- 六楼後座 (2003年) - 六朗後座友達 役
- 恋上你的床 (2003年) - 警官 役
- 驚心動魄 (2004年) - salesgirl 役
- 十分愛 (2007年) - Joyce 役
- 我的最愛 (2008年) - 同僚 役

### テレビドラマ
- 性本善（2000年、第1話「談談情、説説愛」） - 学生 阿菲 役
- 鉄窓辺縁（2000年、第9話「我的青春小鳥」） - 辺青 役
- 青春@Y2K（2000年、第4話） - バスの乗客 役
- 美麗在望（2003年、第1話） - 歌手 役
- 青出於藍（2004年） - 学生 江立英 役
- 黄金歳月Ⅲ（2004年） - チャイナドレスの少女 役
- 香港的風俗文化（2005年、RTHK） - 学生 阿Jade 役
- 中華民族面面観（2006年、RTHK） -
- 性本善2007（2007年、第9話「猜.情.尋」） - Kristy 役

### ラジオドラマ
- 脂肪代表奚秀蘭（2002年、CRHK） - Angela 役
- 九個女仔一隻鬼 ラジオドラマ版（2002年、メトロラジオ） - 阿賭 役
- 天下無敵（2004年、RTHK2 - TeenPower @ R2）
- 正義総盟Double 11（2004年、RTHK2） - 冷血 / 温和 役
- 入 Hall 記（2004年、Teen Power） - May 役
- 家有喜事（2006年、RTHK2） - Catherine 役

### ネットドラマ
- 藍罐最痛（2002年、now.com.hk）
- 百份百感覚 冬日恋曲3（2002年、now.com.hk）
- 見鬼十一（2005年、Teen Power）
- 周杰倫 没有不能説的秘密（2007年、Teen Power）

### CM
- 2000年：ハチソンIDD0080
- 2002年：Meko
- 2002年：新華旅遊（ドバイ篇）
- 2002年：2% 時裝店
- 2007年：Pink Magic（台湾）